# Thelymitra macrophylla
Thelymitra macrophylla là một loài lan đặc hữu tây và tây nam Australia.